# Laguna de Mucubají
La Laguna de Mucubají está situada entre 3625-3655 m s. n. m. en el Parque Sierra Nevada, en el estado Mérida de Venezuela. Es una de las más grandes de la región
Se cree que el nombre de la laguna se debe a cómo la nombraban los habitantes indígenas de la región. Mucubají significa en dicho idioma "sitio del agua grande".

## Origen
La laguna es de origen glacial y tiene unos diez mil años de antigüedad. El curso original de la quebrada de Mucubají, que vertía sus aguas en el río Chama, fue sellada por una morrena frontal que formó la laguna y atravesada por la falla de Boconó, lo que desvió el flujo hacia el río Orinoco y finalmente el océano Atlántico.

## Vegetación y fauna

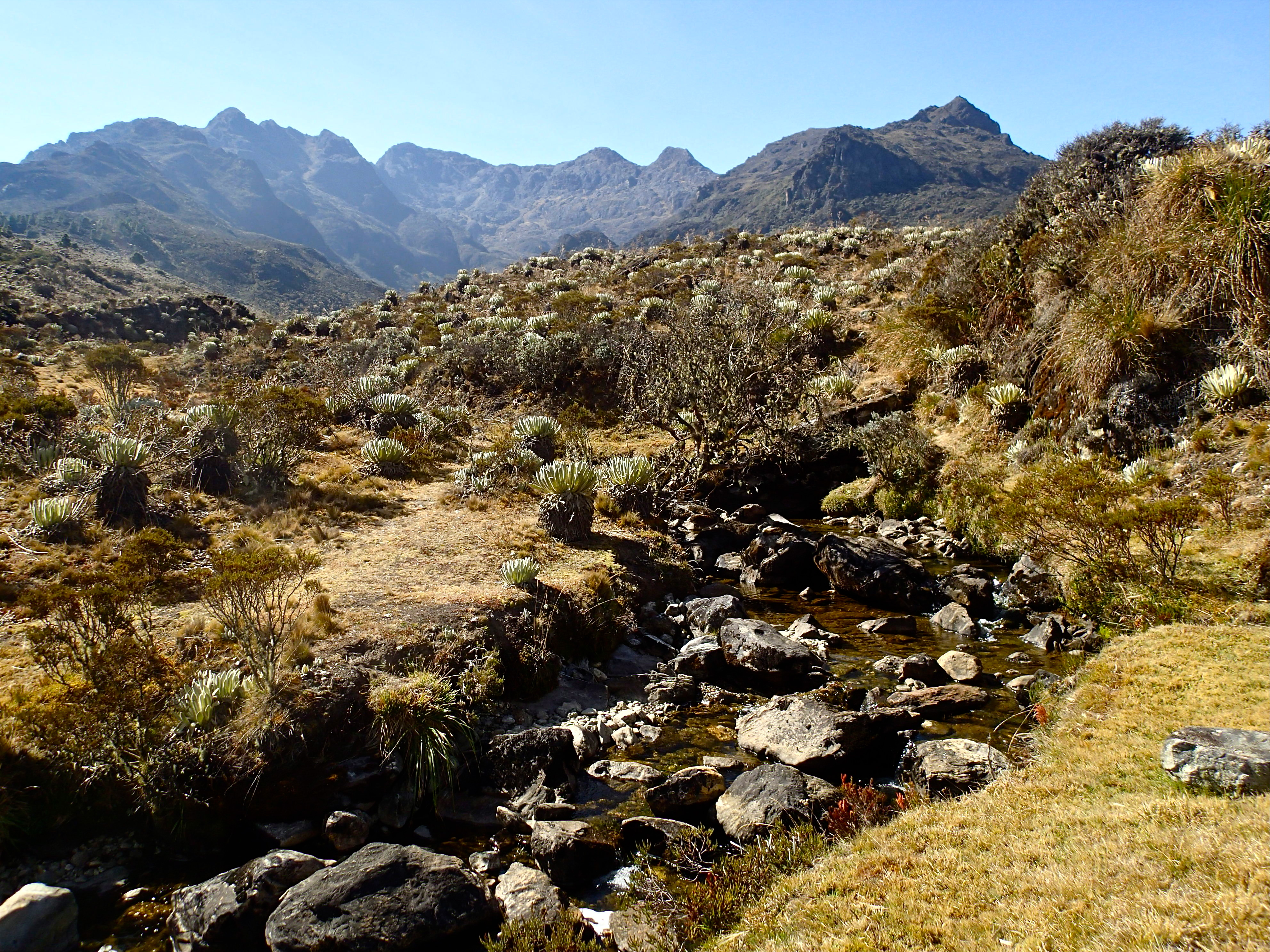
Vista del Pico Mucuñuque desde el Valle de Morrena de la Quebrada de Mucubají. Parque Nacional Sierra Nevada.

El ecosistema del entorno es el propio de un páramo, con vegetación formada en gran medida por frailejones. La laguna alberga una amplia población de truchas, que fueron traídas al parque en 1937 desde Europa y América del Norte. Esto atrae a muchos visitantes durante la temporada de pesca, que comprende del 16 de marzo al 30 de septiembre.
En los alrededores de la laguna se puede encontrar una variada fauna, incluyendo diferentes especies de mamíferos y aves emblemáticos de los andes venezolanos.
Entre los invertebrados el grupo mejor estudiado son las mariposas, de las cuales se han registrado al menos nueve especies adaptadas a las condiciones del páramo. Entre ellas destaca una especie de mariposa paramera endémica denominada Redonda chiquinquirana.

## Acceso
La Laguna de Mucubají está situada en la vía que va de Apartaderos hacia Santo Domingo y Barinas, a un kilómetro de la carretera Trasandina y es el punto de partida para excursiones hacia el Pico Mucuñuque en el extremo noreste del parque nacional Sierra Nevada por la vía de la Laguna Negra. De manera que la laguna tiene acceso para automóviles, los cuales estacionan a tan solo metros del muelle de la laguna y del Centro de Visitantes.